# Grundsteuer (Deutschland)
Die Grundsteuer (GrSt) ist in Deutschland eine Steuer auf das Eigentum, aber auch auf Erbbaurechte an inländischen Grundstücken und deren Bebauung, die der Eigentümer zu zahlen hat. Auf Mieter kann sie umgelegt werden. Die Grundsteuer ist eine bedeutende Einnahmequelle der Kommunen. Im Jahr 2023 konnten dadurch rund 15 Mrd. Euro erzielt werden.
Gesetzliche Grundlagen sind das Grundsteuergesetz (GrStG) des Bundes und die Grundsteuergesetze der Bundesländer, sofern diese eigene Gesetze erlassen haben. Die Erhebung der Steuer erfolgt in einem dreistufigen Verfahren: Die Finanzämter der Bundesländer stellen als Bemessungsgrundlage den Grundsteuerwert oder einen Äquivalenzbetrag (bis 2024: Einheitswert) und den Grundsteuermessbetrag fest. Auf diesen wenden die Städte und Gemeinden ihre Hebesätze an, die abhängig vom jeweiligen Finanzbedarf bundesweit unterschiedlich ausfallen. Der letzte Verwaltungsakt im dreistufigen Verfahren ist der Erlass eines Grundsteuerbescheids. 
Durch Urteil vom 10. April 2018 erklärte das Bundesverfassungsgericht die Verwendung der veralteten Einheitswerte für verfassungswidrig. Mit der Grundsteuerreform 2019 wurden ein Bundesmodell und in einigen Bundesländern davon abweichende Ländermodelle geschaffen. Auf den Stichtag 1. Januar 2022 mussten rund 36 Millionen Grundstücke neu bewertet werden. Das Gesamtaufkommen der Grundsteuer sollte durch die Reform jedoch unverändert bleiben (Aufkommensneutralität). Die neue Grundsteuer wird ab 1. Januar 2025 erhoben.

## Geschichte

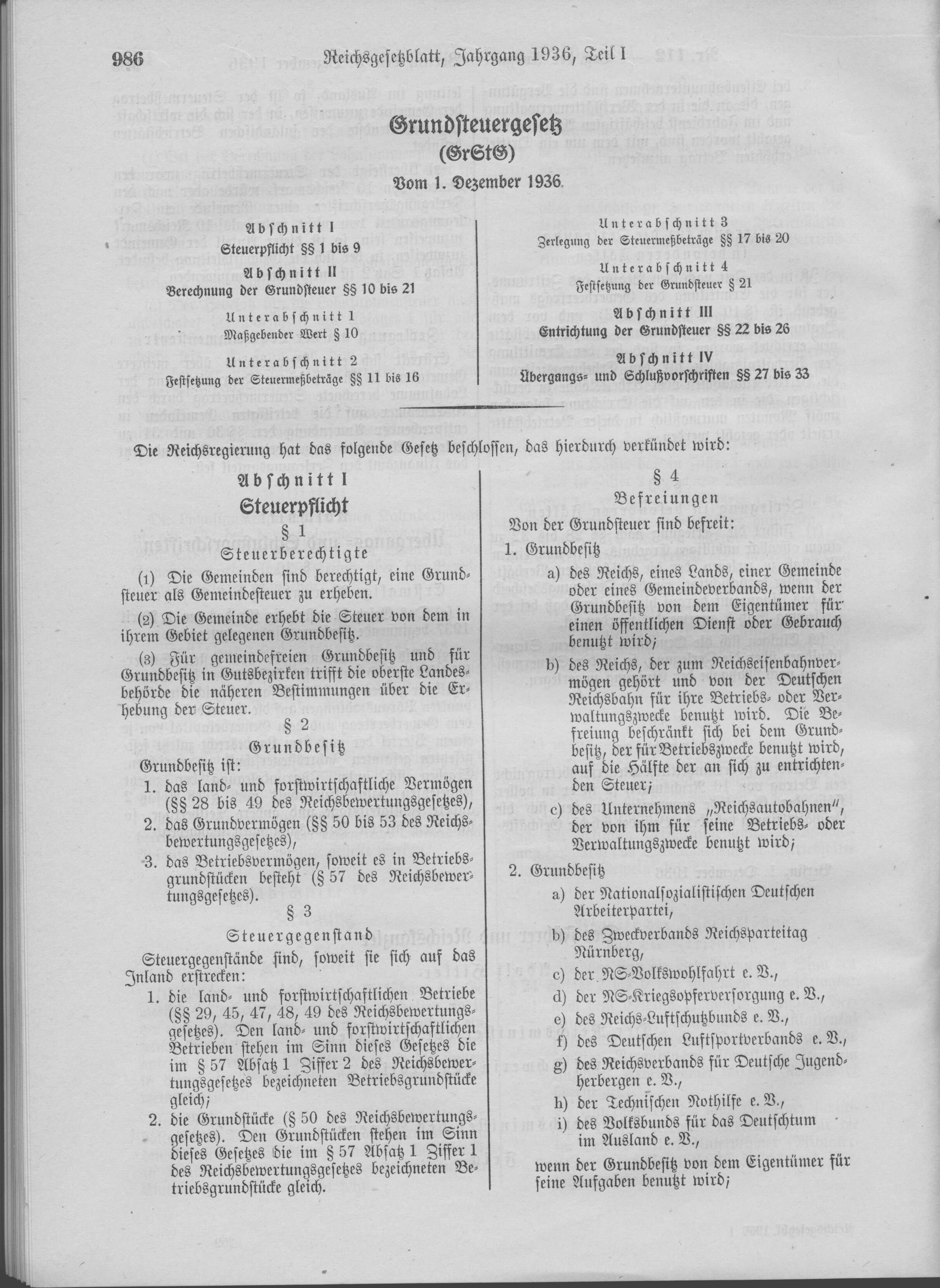
Grundsteuergesetz (GrStG) vom 1. Dezember 1936

Die Grundsteuer gehört zu den ältesten direkten Steuern. Sie war bereits in der Antike bekannt. Im Mittelalter war sie die Hauptsteuer und wurde zunächst als kirchlicher und grundherrlicher Grundzehnt und Grundzins (siehe: Zinsei und Zinsbauer) eingetrieben und später als Bede, Schoss oder Kontribution. Aufgrund vorherrschender Agrarwirtschaft besaß die Grundbesteuerung in den Steuersystemen der deutschen Territorien eine große Bedeutung. Die Steuer wurde anhand grober Schätzung des Bodenwertes bemessen.
Im 18. Jahrhundert begann die Erstellung der Grundkataster (vgl. historisch auch Rheinisch-westfälisches Urkataster) und die Verfeinerung der Bemessung nach Kulturart und Bodenqualität. Entsprechende Gesetze wurden 1811 in Bayern, 1821 in Württemberg, 1854 in Baden und 1861 in Preußen erlassen. Durch die Miquel’sche Steuerreform erhielten die Gemeinden in Preußen ab 1893 die Einnahmen aus der Grundsteuer. Nach der Reichsfinanzreform 1920 waren alle Länder des Deutschen Reiches zur Ausschöpfung der Grundsteuer verpflichtet. Die Länder hatten unterschiedliche Grundsteuergesetze. Diese wurden 1936 mit der Realsteuerreform reichsweit vereinheitlicht und die Einnahmen aus der Grundsteuer den Gemeinden zugewiesen. Nach Kriegsende 1945 galten wieder länderbezogen verschiedene Gesetze, bis 1951 in der Bundesrepublik Deutschland das bundeseinheitliche Grundsteuergesetz erlassen wurde. Auch die Gemeinden in der DDR erhoben von den Grundstückseigentümern Grundsteuer.

## Wesen und rechtliche Zuständigkeiten
Die Grundsteuer ist eine Realsteuer im Sinne von § 3 Abs. 2 AO (auch: Objekt- oder Sachsteuer). Im Mittelpunkt der Besteuerung steht nicht eine natürliche oder juristische Person, sondern ein Objekt: der Grundbesitz. Besteuert wird das Grundstück nach dessen Substanz, nicht dessen Ertrag (Substanzsteuer). Sie gehört zu den Besitzsteuern. Als direkte Steuer wird sie unmittelbar beim Eigentümer erhoben. Da die Grundsteuer gemäß Art. 106 Abs. 6 GG den Gemeinden zufließt, handelt es sich um eine Gemeindesteuer; das Grundgesetz garantiert zudem an gleicher Stelle, dass die Gemeinden den Hebesatz selbst bestimmen dürfen.
Das Grundgesetz sieht für die Grundsteuer gemäß Art. 105 Abs. 2 GG die konkurrierende Gesetzgebung vor. Der Bund hat von seinem Gesetzgebungsrecht Gebrauch gemacht und mit dem Grundsteuergesetz und dem Bewertungsgesetz bundeseinheitliche Regelungen geschaffen – das Bundesmodell. Jedoch steht den Bundesländern seit der Grundsteuerreform 2019 eine Abweichungskompetenz zu (Art. 72 Abs. 3 Nr. 7 GG) – eine Länderöffnungsklausel. Einige Länder haben diese genutzt, um eigene Grundsteuergesetze zu erlassen, die seit 2025 wirksam sind. Der Bundesrat muss Änderungen an den bundeseinheitlichen Gesetzen zustimmen.
Die Verwaltungshoheit wurde über Art. 108 Abs. 2 GG sowohl den Ländern (Feststellung des Einheitswertes bzw. Grundsteuerwertes und des Grundsteuermessbetrages) als auch über Art. 108 Abs. 4 GG den Gemeinden (Festsetzung und Erhebung der Grundsteuer) zugewiesen. Gemeindefreie Länder (z. B. Berlin) nehmen beides als Landesaufgabe wahr. Dort wird die Steuer von den Finanzämtern festgesetzt und erhoben.

## Grundsteuerarten
Im Bundesmodell kann eine Gemeinde für ihr Gebiet drei verschiedene Hebesätze festlegen (§ 25 GrStG):
- Grundsteuer A (agrarisch – für Betriebe der Land- und Forstwirtschaft),
- Grundsteuer B (baulich – für bebaute oder unbebaute Grundstücke),
- Grundsteuer C (für baureife Grundstücke, optional im Bundesmodell ab 2025, → Baulandsteuer).

## Aufkommen und lokalpolitische Bedeutung
Bundesweit betrug das Aufkommen der Grundsteuer im Jahr 2023 etwa 15,4 Mrd. Euro. Davon entfielen 15,0 Mrd. Euro auf die Grundsteuer B und 0,4 Mrd. Euro auf die Grundsteuer A. An den gemeindlichen Steuereinnahmen 2023 (im Bundesgebiet insgesamt: rund 143 Mrd. Euro aus Gemeindesteuern und Umlagen der Gemeinschaftsteuern) hatte die Grundsteuer einen Anteil von etwa 11 %.
Obwohl die übrigen kommunalen Steuereinnahmen anteilsmäßig höher sind, ist die Grundsteuer eine wichtige eigene und stabile Einnahmequelle der Gemeinden. Sie können die Hebesätze eigenständig bestimmen und damit auch das Aufkommen in ihrem Gebiet direkt beeinflussen. Das Grundsteueraufkommen ist kaum Schwankungen unterworfen. Die grundstücksbezogene Berechnungsgrundlage ist wenig veränderlich bzw. entwickelt sich durch weitere Bebauung eher nach oben. Damit stellt die Steuer für die Finanzplanung der Gemeinden eine verlässliche Größe dar, im Unterschied zur Gewerbesteuer, die vom wirtschaftlichen Erfolg der örtlichen Gewerbebetriebe abhängig ist. Zudem wirken die besonderen Regelungen zur dinglichen Haftung und persönlichen Haftung Steuerausfällen entgegen.
Die Grundsteuer besitzt eine relativ hohe Akzeptanz bei den Bürgern. Gründe hierfür sind die vergleichsweise geringe finanzielle Belastung für den Einzelnen und die direkte Wirksamkeit der gezahlten Steuer für den eigenen Ort.

### Bundesweite Vergleiche
Da die Grundsteuer-Hebesätze von den Städten und Gemeinden festgesetzt werden, unterscheidet sich die Höhe der Grundsteuer regional sehr stark. In größeren Städten liegt der Grundsteuer-Hebesatz im Allgemeinen höher als in kleineren Städten. Viele Gemeinden haben die Hebesätze in den vergangenen Jahren angehoben, auch für Zwecke der Haushaltskonsolidierung. Von 2009 bis 2021 ist der bundesdurchschnittliche Hebesatz der Grundsteuer B von 401 % auf 481 % gestiegen. Diese Entwicklung liegt im Rahmen der allgemeinen Teuerungsrate. Die Spanne der Hebesätze im Bundesgebiet reicht weit: Einige wenige Gemeinden erheben keine Grundsteuer; die hessische Stadt Lorch (Rheingau) führt im Jahr 2022 die Rangliste der Hebesätze für die Grundsteuer B mit 1050 % an.
Im Bundesdurchschnitt vereinnahmten 2021 die Gemeinden der Flächenländer 175 Euro je Einwohner, die Stadtstaaten 249 Euro. Die Bandbreite liegt zwischen 114 Euro in Brandenburg und 302 Euro in Bremen.
| Bundesland             | Aufkommen der Grundsteuer B in Mio. € | Pro-Kopf-Aufkommen der Grundsteuer B in €/Ew. | Grundsteuerkraft bei Hebesatz 100 % in €/Ew. | gewogener Durchschnittshebesatz |
| ---------------------- | ------------------------------------- | --------------------------------------------- | -------------------------------------------- | ------------------------------- |
| Baden-Württemberg      | 1.746                                 | 158,01                                        | 39,76                                        | 397 %                           |
| Bayern                 | 1.782                                 | 136,69                                        | 34,66                                        | 394 %                           |
| Berlin                 | 0.817                                 | 225,28                                        | 27,81                                        | 810 %                           |
| Brandenburg            | 0.266                                 | 106,31                                        | 26,04                                        | 408 %                           |
| Bremen                 | 0.203                                 | 298,27                                        | 43,43                                        | 687 %                           |
| Hamburg                | 0.472                                 | 257,41                                        | 47,67                                        | 540 %                           |
| Hessen                 | 1.144                                 | 183,14                                        | 38,71                                        | 473 %                           |
| Mecklenburg-Vorpommern | 0.179                                 | 111,50                                        | 26,14                                        | 424 %                           |
| Niedersachsen          | 1.372                                 | 171,92                                        | 39,88                                        | 431 %                           |
| Nordrhein-Westfalen    | 3.688                                 | 205,68                                        | 36,09                                        | 570 %                           |
| Rheinland-Pfalz        | 0.570                                 | 139,72                                        | 34,77                                        | 402 %                           |
| Saarland               | 0.151                                 | 152,20                                        | 34,70                                        | 439 %                           |
| Sachsen                | 0.496                                 | 121,79                                        | 24,47                                        | 498 %                           |
| Sachsen-Anhalt         | 0.237                                 | 106,97                                        | 25,51                                        | 419 %                           |
| Schleswig-Holstein     | 0.437                                 | 151,09                                        | 38,49                                        | 393 %                           |
| Thüringen              | 0.235                                 | 109,34                                        | 25,11                                        | 435 %                           |
| Deutschland            | ∑ 13.796                              | ∅ 166,44                                      | ∅ 35,24                                      | ∅ 469 %                         |

### Spezielle Vergleichsdarstellungen
Betrachtet man nur Kommunen mit mindestens 20.000 Einwohnern, fanden sich im Januar 2018 neun der zehn höchsten Hebesätze in Nordrhein-Westfalen. Den Spitzenwert wies Witten auf (910 %). Hattingen mit 875 % und Duisburg mit 855 % lagen auf den Plätzen zwei und drei. Die erste Stadt im Ranking, die nicht im preisführenden Nordrhein-Westfalen lag, war Berlin, das mit einem Hebesatz von 810 % auf Platz neun lag. 2018 gab es bundesweit zwölf Gemeinden, die keine Grundsteuer erhoben, sieben befanden sich in Rheinland-Pfalz.
Das Institut der Deutschen Wirtschaft untersuchte 2018 im Auftrag von Haus & Grund die Grundsteuerbelastung einer Familie in den nach Einwohnern 100 größten Städten in Deutschland. Für den Vergleich wurde die jährliche Grundsteuer einer Musterfamilie in diesen Städten herangezogen, bestehend aus vier Personen. Die Studie kam zu dem Ergebnis, dass die Grundsteuerlast je nach Wohnort um mehrere Hundert Euro jährlich differiert. So zahlt ein 4-Personen-Haushalt in Gütersloh oder Regensburg im Schnitt 323 Euro bzw. 335 Euro pro Jahr an Grundsteuer B. In Berlin, Duisburg oder Witten beträgt die Grundsteuerlast dagegen im Schnitt 686 Euro, 724 Euro bzw. 771 Euro.
In vielen Städten Baden-Württembergs stellte die Analyse relativ geringe Hebesätze fest, die in Städten und Gemeinden Nordrhein-Westfalens höher sind. 80 Prozent der Städte im unteren Viertel des Rankings liegen in Nordrhein-Westfalen mit Witten als Schlusslicht. Die nordrhein-westfälische Stadt Gütersloh erzielte den ersten Platz mit der günstigsten Grundsteuer, gefolgt von süddeutschen Städten. Zwischen Gütersloh und Witten besteht eine Differenz von jährlich knapp 450 Euro. An diesem Beispiel, so die Analyse, zeige sich deutlich, wie groß die Spannweite der kommunalen Hebesätze ist. Das Ranking – jeweils bezogen auf einen Musterhaushalt mit vier Personen – gewinnt auf Platz 1 die Stadt Gütersloh mit einem Hebesatz von 381 % und einer jährlichen Grundsteuer von 323 Euro. Schlusslicht auf Platz 100 ist Witten mit einem Hebesatz von 910 % und einer jährlichen Grundsteuer von 771 Euro.
Laut einer Pressemeldung vom 28. Oktober 2023 haben knapp 22 Prozent der Kommunen in Niedersachsen mit mehr als 20.000 Einwohnern in diesem Jahr ihre Hebesätze erhöht. Spitzenreiter seien Städte in der Region Hannover, darunter Barsinghausen mit einem Hebesatz von 620 Prozent und Laatzen mit 610 Prozent. Mit 275 Prozent berechnet Lohne im Landkreis Vechta den niedrigsten Hebesatz. Im bundesweiten Vergleich liege der durchschnittliche Hebesatz der Grundsteuer B bei 554 Prozent, mithin fünf Prozentpunkte mehr als im Jahr 2022.

## Einzelaspekte zur Steuerberechnung

### Besteuerungsgegenstand
Grundlage für die Erhebung der Grundsteuer ist in der Regel das einzelne Grundstück. Rechtstechnisch ist jedoch Steuergegenstand die wirtschaftliche Einheit (§ 2 BewG). Wesentliche Ausnahmen zum Grundstücksbegriff ergeben sich vor allem im land- und forstwirtschaftlichen Bereich. Hier werden in der Regel alle gleichartig nutzbaren Grundstücke eines Eigentümers innerhalb einer Gemeinde zu einer Einheit zusammengefasst. Auf der anderen Seite kann jedoch auch ein einzelnes Grundstück zu mehreren wirtschaftlichen Einheiten gehören, beispielsweise bei Eigentumswohnungen verschiedener Eigentümer in einem Gebäude.
Für jede einzelne wirtschaftliche Einheit ermittelt das Finanzamt in einem gesetzlich normierten Verfahren den Grundsteuerwert oder einen Äquivalenzbetrag (bis 2024: Einheitswert). Besonderheiten galten bis 2024 in den neuen Bundesländern: Für land- und forstwirtschaftliches Vermögen waren anstelle der Einheitswerte sog. Ersatzwirtschaftswerte Berechnungsgrundlage; für bestimmte Mietwohngrundstücke und Einfamilienhäuser erhoben die Gemeinden die Grundsteuer direkt, ohne Mitwirkung der Finanzämter, nach der sog. Ersatzbemessungsgrundlage (§ 42 GrStG a.F.).

### Grundsteuermesszahl bis 2024

#### Alte Bundesländer
Die Grundsteuermesszahl wurde als Anteil vom Einheitswert angegeben und diente zur Berechnung des Grundsteuermessbetrages. Sie richtete sich nach der jeweiligen Grundstücksart und betrug bis 2024 nach § 14 und § 15 GrStG a.F. für die alten Bundesländer:
- 6,0 ‰ für Betriebe der Land- und Forstwirtschaft,
- 2,6 ‰ für Einfamilienhäuser für die ersten 38.346,89 Euro (75.000 DM) des Einheitswerts, 3,5 ‰ für den Rest des Einheitswerts,
- 3,1 ‰ für Zweifamilienhäuser und
- 3,5 ‰ für alle restlichen Grundstücke, einschließlich Einfamilienhäuser im Wohnungs-/Teilerbbaurecht.

#### Neue Bundesländer
Für das Gebiet der ehemaligen DDR – ausgenommen Betriebe der Land- und Forstwirtschaft – galten bis 2024 die höheren Steuermesszahlen (von 5 ‰ bis 10 ‰) auf der Grundlage der alten Einheitswerte nach den Wertverhältnissen zum 1. Januar 1935 fort (§ 41 GrStG a.F.):
Altbauten (bei Einfamilienhäusern nur für den Teil des Einheitswerts, der 15.338,76 Euro übersteigt)
- 10 ‰ in allen Gemeinden

Einfamilienhäuser der Altbauten für die ersten angefangenen oder vollen 15.338,76 Euro des Einheitswerts
- 10 ‰ in Gemeinden ≤ 25.000 Einwohner
- 08 ‰ in Gemeinden > 25.000 und ≤1.000.000 Einwohner
- 06 ‰ in Gemeinden > 1.000.000 Einwohner

Neubauten (bei Einfamilienhäusern nur für den Teil des Einheitswerts, der 15.338,76 Euro übersteigt)
- 08 ‰ in Gemeinden ≤ 25.000 Einwohner
- 07 ‰ in Gemeinden > 25.000 und ≤ 1.000.000 Einwohner
- 06 ‰ in Gemeinden > 1.000.000 Einwohner

Einfamilienhäuser der Neubauten für die ersten angefangenen oder vollen 15.338,76 Euro des Einheitswerts
- 08 ‰ in Gemeinden ≤ 25.000 Einwohner
- 06 ‰ in Gemeinden > 25.000 und ≤ 1.000.000 Einwohner
- 05 ‰ in Gemeinden > 1.000.000 Einwohner

Unbebaute Grundstücke
- 10 ‰ einheitlich

Für die Frage, wie viele Einwohner einer Gemeinde zuzurechnen sind, war das Ergebnis der allgemeinen Volkszählung vom 16. Juni 1933 (siehe: Liste der Volkszählungen in Deutschland) maßgebend. Altbauten im Sinne dieser Verordnung waren Gebäude, die vor dem 31. März 1924 bezugsfertig geworden sind. Zu Neubauten zählten Gebäude, deren Bezugsfertigkeit danach entstand.

### Grundsteuermesszahl ab 2025
Die Grundsteuermesszahl im Bundesmodell wird als Anteil vom Grundsteuerwert angegeben und dient zur Berechnung des Grundsteuermessbetrages. Sie richtet sich nach der jeweiligen Grundstücksart und beträgt nach § 14 und § 15 GrStG:
- 0,55 ‰ für Betriebe der Land- und Forstwirtschaft,
- 0,34 ‰ für unbebaute Grundstücke,
- 0,31 ‰ für Einfamilienhäuser, Zweifamilienhäuser, Mietwohngrundstücke, Wohnungseigentum,
- 0,34 ‰ für Teileigentum, Geschäftsgrundstücke, gemischt genutzte Grundstücke, sonstige bebaute Grundstücke.

Die Steuermesszahl wird in bestimmten Fällen um Abschläge ermäßigt. Dies betrifft Immobilien des sozialen Wohnungsbaus oder kommunaler bzw. gemeinnütziger Träger sowie Baudenkmäler.
Die Steuermesszahlen der Ländermodelle (z. B. in Baden-Württemberg) weichen hiervon ab.

### Berechnung (Grundsteuerwert × Grundsteuermesszahl ‰ × Hebesatz%)
Der Grundsteuerwert des Bundesmodells oder ein Äquivalenzbetrag (bis 2024: Einheitswert) wird mit der Grundsteuermesszahl (‰) und mit dem von der Gemeinde festgesetzten Hebesatz (%) multipliziert. Der Hebesatz wird durch Beschluss des Gemeinderates in der Regel im Rahmen der Haushaltssatzung oder einer speziellen Hebesatzsatzung festgelegt.
Beispiele
Im Jahr 2021 hatte Zweibrücken einen Hebesatz von 425 %, Bergneustadt von 959 % und Leipzig von 650 % für die Grundsteuer B festgesetzt. Am Beispiel einer Eigentumswohnung wird die Grundsteuer wie folgt berechnet:
|   |                          | Zweibrücken | Bergneustadt | Leipzig   |
| - | ------------------------ | ----------- | ------------ | --------- |
|   | Einheitswert             | 20.000 EUR  | 20.000 EUR   | 7.000 EUR |
| × | Steuermesszahl           | 3,5 ‰       | 3,5 ‰        | 10 ‰      |
| = | Grundsteuermessbetrag    | 70 EUR      | 70 EUR       | 70 EUR    |
| × | Hebesatz (Grundsteuer B) | 425 %       | 959 %        | 650 %     |
| = | Jahresgrundsteuer        | 297,50 EUR  | 671,30 EUR   | 455 EUR   |

## Besteuerungsverfahren

### Grundsteuerbescheid, Fälligkeit, Rechtsweg
Die Grundsteuer wird mittels Steuerbescheid durch die Gemeinde festgesetzt; in den Stadtstaaten durch die Finanzämter. Grundlage bildet der vom Finanzamt festgestellte und der Gemeinde mitgeteilte Grundsteuermessbetrag (Grundlagenbescheid). Bleibt der Steuerbetrag in den Folgejahren gleich, muss die Kommune keinen neuen Grundsteuerbescheid erstellen; auch eine allgemeingültige Festsetzung durch öffentliche Bekanntmachung (z. B. im Amtsblatt) ist zulässig. Für die Grundsteuerberechnung via Ersatzbemessungsgrundlage – in den neuen Bundesländern bis 2024 – musste der Eigentümer eine Steueranmeldung einreichen.
Die Grundsteuer ist eine Jahressteuer; sie entsteht nach dem Stichtagsprinzip einmal jährlich, jeweils zu Beginn des Kalenderjahres (§ 9 GrStG) und ist in der Regel mit je einem Viertel des Steuerbetrages am 15. Februar, 15. Mai, 15. August und 15. November zur Zahlung fällig. Die Regelung zur Steuerentstehung sorgt bei unterjährigen Grundstücksverkäufen immer wieder für Verwunderung, denn der Alteigentümer bleibt das ganze Jahr über, auch nach dem Verkauf, Steuerschuldner. Wird ein Grundstück im Laufe eines Jahres verkauft, ändert das Finanzamt den Grundsteuerwertbescheid mit Wirkung zum folgenden 1. Januar. Erst ab diesem Stichtag ist der neue Eigentümer Steuerschuldner. Trotz fehlender gesetzlicher Grundlage gibt es einige Kommunen, die aus Gründen der Verwaltungsvereinfachung die Steuerpflicht z. B. auf den der Grundstücksübergabe folgenden Monatsersten umschreiben.
In den Gemeinden ist das zulässige Rechtsmittel gegen den Grundsteuerbescheid der Widerspruch und/oder die direkte Klage vor den Verwaltungsgerichten nach jeweiligem Landesrecht (z. B. in Bayern Art. 15 Abs. 1 AGVwGO) und nicht – wie in den Stadtstaaten – der Einspruch nach § 347 ff. AO. Dementsprechend ist außerhalb der Stadtstaaten der Rechtsweg vor dem Verwaltungsgericht und nicht vor dem Finanzgericht zu beschreiten. Soll die Berechnung des Grundsteuermessbetrages oder des Einheitswertes bzw. Grundsteuerwertes überprüft werden, die das Finanzamt feststellt, ist der Einspruch statthaft.

### Steuerbefreiung
Von der Grundsteuer befreit ist Grundbesitz der öffentlichen Hand, der dem Allgemeingebrauch oder hoheitlichen Aufgaben dient, und Grundbesitz bestimmter Körperschaften wie Religionsgemeinschaften oder Vereine, soweit er für steuerbegünstigte Zwecke verwendet wird. Für Nutzungsarten, die nicht begünstigt sind (z. B. Vermietung von Wohnungen) müssen auch diese Rechtsträger Grundsteuer entrichten.

### Steuererlass
Rechtslage bis 2024: Unter bestimmten Voraussetzungen und auf Antrag besteht ein Rechtsanspruch auf einen vollständigen oder partiellen Steuererlass. Vollständig erlassen wird die Steuer insbesondere bei im öffentlichen Interesse erhaltenswertem Kulturgut, wenn dessen Kosten regelmäßig höher sind als die Erträge (§ 32 GrStG a.F.); kostenlose Informationen zu diesem Thema erteilen Vereine und Institutionen, die sich mit dem Denkmalschutz befassen, wie z. B. die Interessengemeinschaft Bauernhaus. Bei bebauten Grundstücken erfolgt ein Teilerlass von 25 % der Steuer, wenn der Grundstücksertrag um mehr als die Hälfte gemindert ist (§ 33 GrStG a.F.). Bei einem vollständigen Ertragsausfall ist die Steuer um 50 % zu erlassen. Voraussetzung ist, dass der Mietausfall eines Vermieters ohne sein Verschulden entstanden ist. Dazu zählen Leerstand trotz Vermietungsbemühungen, strukturelle Nichtvermietbarkeit, allgemeiner Mietpreisverfall oder unvorhersehbare Ereignisse wie ein Wohnungsbrand oder ein Wasserschaden. Anträge bei der Gemeinde müssen bis zum 31. März für das Vorjahr gestellt werden (§ 34 GrStG a.F.).
Rechtslage ab 2025: Das Grundsteuer-Bundesmodell sieht im Vergleich zur alten Rechtslage analoge Erlassmöglichkeiten vor (§§ 32 bis § 35 GrStG). Einzelne der Ländermodelle weichen teilweise erheblich hiervon ab.

### Haftung, Rangprivileg
Die Grundsteuer als objektbezogene Steuer und öffentliche Last ist haftungs- und zwangsvollstreckungsrechtlich gegenüber anderen Steuerarten privilegiert:
Persönliche Haftung
Nach steuerlichen Haftungsregelungen kann ein anderer als der Steuerschuldner zur Zahlung der Steuer verpflichtet werden. Speziell für die Grundsteuer gilt: Beim Grundstücksverkauf haftet auch der Erwerber neben dem früheren Eigentümer persönlich für die Steuer des Erwerbsvorjahres (§ 11 Abs. 2 GrStG). Die Inanspruchnahme erfolgt gemäß § 191 Abs. 1 AO durch Haftungsbescheid.
Dingliche Haftung
Gemäß § 12 GrStG ruht die Grundsteuer auf dem Steuergegenstand als öffentliche Last. Damit ist die Sicherung des Steueranspruchs durch Eintragung einer Zwangssicherungshypothek nicht nötig. Der Grundsteuergläubiger kann kraft Gesetzes wie ein dinglich gesicherter Gläubiger auf das Grundstück zugreifen. Im Gegensatz zur persönlichen Grundsteuerhaftung ist die dingliche Haftung nicht zeitlich begrenzt. Finden in der jüngeren Vergangenheit mehrere Eigentümerwechsel an einem Grundstück statt, empfiehlt es sich für Kaufinteressenten, sich bei der Kommune die volle Bezahlung der Grundsteuer bestätigen zu lassen oder vom Verkäufer zu verlangen, darüber eine Bescheinigung nachzuweisen. Die Inanspruchnahme erfolgt gemäß § 191 Abs. 1, § 77 AO durch Duldungsbescheid. Gemäß § 48 AO oder § 268 Abs. 3 BGB kann die Inanspruchnahme durch (Dritt-)Zahlung abgewendet werden.
Rangprivileg bei Zwangsversteigerung und -verwaltung
Gemäß § 10 Abs. 1 Nr. 3 ZVG hat der Grundsteuergläubiger im Fall der Zwangsversteigerung oder Zwangsverwaltung ein Vorrecht auf Befriedigung aus dem Grundstück. Dies betrifft den Anspruch auf die laufende Grundsteuer und auf Rückstände aus den letzten zwei Jahren.

## Kirchengrundsteuer
In einigen Regionen Deutschlands wird als Annexsteuer zur Grundsteuer zusätzlich Kirchensteuer erhoben, sofern der Grundstückseigentümer kirchensteuerpflichtig ist. Rechtsgrundlage sind die Kirchensteuergesetze der Länder. Die Entscheidung, ob und in welcher Höhe Kirchengrundsteuer erhoben wird, liegt bei den jeweiligen Landeskirchen oder Diözesen. Kirchengrundsteuer wird nur in den alten Bundesländern, mit Ausnahme von Bremen, erhoben. Üblich sind 10 % des Grundsteuermessbetrags. Im Vergleich zum gesamten Kirchensteueraufkommen hat die Kirchengrundsteuer eine untergeordnete Bedeutung. So trugen bei der EKD im Jahr 2020 Kirchengrundsteuer und Kirchgeld zusammen nur mit 0,5 % zum gesamten Steueraufkommen bei.

## Verfassungsmäßigkeit und Reformüberlegungen
Verfassungsmäßigkeit
Mehrere Verfassungsbeschwerden gegen die Erhebung von Grundsteuer wurden vom Bundesverfassungsgericht nicht zur Entscheidung angenommen, so 2006, 2009 und 2010.
Der Bundesfinanzhof (BFH) bestätigte 2010 trotz verfassungsrechtlicher Zweifel die Einheitsbewertung für die Grundsteuer, jedenfalls für Stichtage bis 2007, regte aber für Zeiträume danach eine Neubewertung an, um die veralteten Bemessungsgrundlagen zu aktualisieren.
Mit Beschluss vom 22. Oktober 2014 legte der Bundesfinanzhof in einem Revisionsverfahren dem Bundesverfassungsgericht die Vorschriften über die Einheitsbewertung zur Prüfung vor. Die BFH-Richter hielten die Einheitswertregelungen (spätestens) ab dem Bewertungsstichtag 1. Januar 2009 für verfassungswidrig. Nach weiteren Vorlagen entschied schließlich 2018 das Bundesverfassungsgericht (siehe Abschnitt unten).
 Reformüberlegungen vor 2019
Zum 1. Januar 1964 aktualisierte die Finanzverwaltung letztmals die Einheitswerte (Hauptfeststellung). Die Bewertungsarbeiten nahmen längere Zeit in Anspruch, so dass die neue Grundsteuer erst im Jahr 1974 erhoben werden konnte. Bereits damals gab es Pläne, das schwerfällige Bewertungsrecht zu reformieren, jedoch wurden Reformansätze nicht weiterverfolgt. Im Jahr 1995 untersagte das Bundesverfassungsgericht die Verwendung von Einheitswerten für die Vermögens- und Erbschaftsteuer; für die Grundsteuer ließ das Gericht sie übergangsweise noch zu. 2000 entwickelte eine länderoffene Arbeitsgruppe ein Steuer-Modell mit Bodenwert und pauschaliertem Gebäudewert, zu einer Gesetzesinitiave kam es aber nicht. Bayern blieb 2001 erfolglos mit einem Gesetzesentwurf für eine wertunabhängige Bemessungsgrundlage. Ein weiterer Reformvorschlag durch Bayern und Rheinland-Pfalz, der die Grundsteuer A abschaffen und die Grundsteuer B mit Bodenwert und pauschalem Gebäudewert gestalten wollte, scheiterte im Jahr 2004.
Die Finanzministerkonferenz der Länder betraute 2010 erneut eine länderoffene Arbeitsgruppe mit der Erarbeitung der Reform. Folgende Grundsteuermodelle wurden diskutiert:
- ein „Verkehrswertmodell“ (unter automationsgestützter Verwendung von Kaufpreisdaten des Immobilienmarktes), vorgelegt von Berlin, Bremen, Niedersachsen, Sachsen und Schleswig-Holstein,[18]
- ein „wertunabhängiges Modell“ nach dem Äquivalenzprinzip (feste Euro-Beträge pro Quadratmeter Fläche), vorgelegt von den Ländern Baden-Württemberg, Bayern und Hessen,[19] sowie
- das Thüringer „gebäudewertunabhängige Kombinationsmodell“ (Ansatz des Bodens wertabhängig, des Gebäudes nach festen Flächen-Zahlen).[20]

Im Jahr 2015 entschied die Finanzministerkonferenz, die bisher untersuchten drei Modelle nicht weiterzuverfolgen und stattdessen ein neues Modell auf der Basis pauschalisierter Sachwerte zu konzipieren. An die Stelle des gemeinen Wertes als Bewertungsmaßstab trat ein sogenannter Kostenwert, der den Investitionsaufwand für die Immobilie abbilden sollte. Dieses Modell beschlossen die Finanzminister 2016 gegen die Stimmen von Bayern und Hamburg. Einen entsprechenden Gesetzentwurf brachten die Länder Hessen und Niedersachsen 2016 in den Bundesrat ein. Der Gesetzentwurf erreichte im Dezember 2016 den Bundestag, wurde dort aber bis zur Bundestagswahl 2017 nicht verabschiedet und lief daher wegen des Diskontinuitätsprinzips ins Leere.
Allen erwähnten Modellvarianten war gemeinsam, dass der reformierten Grundsteuer wie zuvor eine verbundene Bemessungsgrundlage zugrunde gelegt werden sollte, d. h. als Besteuerungsgrundlage dienen sowohl das Grundstück (Land, Boden) als auch das aufstehende Gebäude. Ab dem Jahr 2012 trat der Aufruf „Grundsteuer: Zeitgemäß!“ für eine alleinige Besteuerung des Bodens ein. Auch das Instituts der deutschen Wirtschaft empfahl 2015 die Ausgestaltung der Grundsteuer als Bodensteuer.

## Urteil des Bundesverfassungsgerichts von 2018
Im Jahr 2018 befasste sich das Bundesverfassungsgericht mit drei Vorlagen des Bundesfinanzhofes und zwei Verfassungsbeschwerden. Durch Urteil vom 10. April 2018 erklärte der Erste Senat des Bundesverfassungsgerichts die Ermittlung der für die Grundsteuer maßgeblichen Einheitswerte in Westdeutschland für Häuser und unbebaute Grundstücke auf Basis der Hauptfeststellung von 1964 für verfassungswidrig. Es liege ein Verstoß gegen den allgemeinen Gleichheitssatz vor. Die Richter beanstandeten die Ungleichbehandlung durch Wertverzerrungen und forderten eine Neuregelung bis 31. Dezember 2019. Bei Nichteinhaltung der Frist würde die bisherige Grundsteuer ersatzlos wegfallen. Das Gericht ordnete jedoch an, dass nach der Neuregelung die bisherigen Bestimmungen für weitere fünf Jahre ab der Urteilsverkündung am 10. April 2018, mithin bis 10. April 2023 (längstens aber bis 31. Dezember 2024), noch angewendet werden dürfen. Für Kalenderjahre nach Ablauf der Fortgeltungsfristen dürfen auch auf bestandskräftige Grundsteuerbescheide, die auf den für verfassungswidrig erklärten Bestimmungen des Bewertungsgesetzes beruhen, keine Belastungen mehr gestützt werden.
Betroffen waren bundesweit rund 35 Millionen Grundstücke. In Ostdeutschland gelegene Grundstücke waren zwar nicht Gegenstand des Urteils, für sie bestand aber Handlungsbedarf aus den gleichen Gründen – hier lag die letzte Hauptfeststellung mit 1935 noch viel länger zurück.

## Grundsteuerreform 2019

### Gesetzgebungsverfahren
Bund und Länder einigten sich Anfang Februar 2019 auf ein Eckpunkte-Papier für die Grundsteuerreform, das die Bemessung der Steuer wie bisher verkehrswertorientiert vorsah. In den anschließenden Verhandlungen sprach sich insbesondere Bayern für eine möglichst unbürokratische Steuerberechnung nur nach Flächen aus sowie für eine Öffnungsklausel im Grundgesetz, um abweichende Länder-Grundsteuerregelungen möglich zu machen.
Am 25. Juni 2019 lag der Gesetzentwurf der Großen Koalition vor; der Bundestag stimmte mit Zweidrittelmehrheit am 18. Oktober 2019 zu, der Bundesrat am 8. November 2019. Somit konnte die Reform gerade noch rechtzeitig vor Ablauf der vom Bundesverfassungsgericht gesetzten Frist zum 1. Januar 2020 in Kraft treten. Insgesamt waren drei Gesetzentwürfe eingebracht worden. Der Entwurf eines Gesetzes zur Änderung des Grundgesetzes sah vor, dass der Bund die Gesetzgebungskompetenz zur Regelung der Grundsteuer erhalten und den Ländern durch eine Ergänzung von Art. 72 Abs. 3 des Grundgesetzes eine abweichende Regelungskompetenz eingeräumt werden sollte. Im Hauptgesetzentwurf ging es um die Reform der Grundsteuer und um ein Änderungsgesetz zur Mobilisierung von baureifen Grundstücken für die Bebauung. Städte und Gemeinden können danach für baureife Grundstücke einen erhöhten Grundsteuer-Hebesatz festlegen.
Für eine Bodenwertsteuer ohne Gebäudebesteuerung trat weiterhin ein Bündnis von Verbänden unter dem Aufruf „Grundsteuer: Zeitgemäß!“ ein. Auf dem 37. Deutschen Evangelischen Kirchentag im Juni 2019 verabschiedeten die Teilnehmer eine Resolution für eine Bodenwertsteuer. Sowohl Wohnungs- als auch Immobilienwirtschaft favorisierten das Flächenmodell, nicht das Wertmodell, so der GdW Bundesverband deutscher Wohnungs- und Immobilienunternehmen, der Immobilienverband IVD und der Verband norddeutscher Wohnungsunternehmen.

### Umlagefähigkeit der Grundsteuer auf Mieten
Der Vermieter darf die Grundsteuer als Betriebskosten im Rahmen der Nebenkostenabrechnung auf den Mieter umlegen (§ 2 Nr. 1 Betriebskostenverordnung). Die konkrete Ausgestaltung ist vom einzelnen Mietvertrag abhängig. Im Vorfeld der Grundsteuerreform gab es Pläne, diese Umlagemöglichkeit per Gesetzesänderung abzuschaffen, um die Mieter zu entlasten. Befürworter der Abschaffung argumentierten, die Steuer treffe das Eigentum und sei daher auch allein vom Eigentümer zu tragen. Gegner sagten, auch die Mieter nutzten die Infrastruktur der Kommunen und seien daher an deren Kosten zu beteiligen. Auch wurde befürchtet, ohne Umlagefähigkeit könnten sich die Kaltmieten erhöhen. Die Grundsteuerreform 2019 sieht keine Änderung vor; die Steuer bleibt weiterhin umlagefähig.

### Kosten der Reform
Die Bundesregierung schätzte 2019 die Gesamtpersonalkosten zum Vollzug der neuen Regelungen auf rund 462 Mio. Euro in den Finanzämtern. Hinzu kommt ein Aufwand für Sachgebietsleitungen, Geschäftsstelle, IT-Stelle, Postverteilung usw. in Höhe von schätzungsweise rund 76 Mio. Euro sowie für die IT-Umsetzung von 44 Mio. Euro.

### Reformierte Grundsteuer: Berechnung und Höhe
Inhaltlich stellt das neue Grundsteuerrecht eine Fortschreibung der bisherigen Verfahrensweise ohne tiefgreifende Änderungen dar. Das kommunale Hebesatzrecht bleibt bestehen, ebenfalls das dreistufige Verwaltungsverfahren und dessen Aufteilung der Zuständigkeiten zwischen Finanzämtern und Gemeinden. Im Bundesmodell wird der Einheitswert durch den Grundsteuerwert ersetzt; wie bisher werden hier Grund und Boden und Gebäude im Verbund und wertabhängig für die Steuerberechnung herangezogen. Die Steuermesszahl wird deutlich abgesenkt, um die nun höhere Bemessungsgrundlage auszugleichen. Die Ländermodelle sehen teilweise andere Berechnungsweisen vor. Das bundesweite Grundsteueraufkommen soll durch die Reform nicht verändert werden (Aufkommensneutralität), jedoch kann es für den einzelnen Steuerzahler zu einer höheren oder niedrigeren Steuer kommen. Wie hoch diese genau ausfällt, kann erst nach Anpassung der Hebesätze durch die Gemeinden errechnet werden. Der Bund der Steuerzahler Deutschland berechnete 2019, dass die Reform zu durchschnittlich 70 Prozent mehr Grundsteuern in Ostdeutschland führt.

### Grundsteuererklärung
Die Grundsteuer nach dem neuen Recht wird erstmals ab dem 1. Januar 2025 erhoben. Zum Stichtag 1. Januar 2022 wurden alle Grundstücke in Deutschland neu bewertet (Hauptfeststellung). Aktualisierende Neubewertungen sollen im Bundesmodell und in einzelnen Ländermodellen künftig alle sieben Jahre erfolgen. Zu diesem Zweck müssen die Grundstückseigentümer eine Steuererklärung bei den Finanzämtern abgeben.
Für die Erklärungsabgabe (Hauptfeststellung auf den 1. Januar 2022) galt ursprünglich eine Frist bis 31. Oktober 2022. Bis zum 22. Dezember 2022 betrug die Quote der abgegebenen Erklärungen laut Bundesfinanzministerium deutschlandweit nur 46,2 Prozent. Die Finanzminister der Länder verlängerten die Abgabefrist bis 31. Januar 2023 (BMF 4.11.2022, BStBl 2022 I S. 1448). Bis Juli 2023 stieg die Abgabequote auf etwa 90 Prozent. Wird die Grundsteuererklärung verspätet abgegeben, drohen Verspätungszuschläge. Bei Nichtabgabe der Erklärung kann das Finanzamt die Besteuerungsgrundlagen schätzen (FinMin Hessen 31.10.2022, G 1030 A - 061 - II 6/6).
Die Erklärungsabgabe sollte in der Regel online erfolgen, entweder via ELSTER oder für einfach gelagerte Fälle über die Website Grundsteuererklaerung-fuer-Privateigentum.de (in manchen Bundesländern) und nur ausnahmsweise in Papierform. In einigen Bundesländern (u. a. Rheinland-Pfalz) lagen die Daten für die Grundsteuererklärung bereits digital vor und erhielten die Bürger eine Ausfüllhilfe auf Papier mit allen wesentlichen Inhalten zur Prüfung und manuellen Eingabe.

### Entwicklung der Rechtsprechung
Gegen ihre Grundsteuerwertbescheide haben viele Bürger Einspruch eingelegt. Beim Bundesfinanzhof sind, nachdem die Klagen abgewiesen wurden, inzwischen einzelne Revisionsverfahren anhängig. Diese betreffen das in Nordrhein-Westfalen geltende Bundesmodell und das Landesmodell von Baden-Württemberg. Erkenntnisse zur Verfassungsmäßigkeit selbst liegen (nach dem Stand Januar 2025) noch nicht vor.

## Grundsteuermodelle der Bundesländer (wirksam ab 2025)
Das Bundesmodell zur Berechnung des Grundsteuerwertes (nach dem Bewertungsgesetz) einerseits sowie des Grundsteuermessbetrages und der Grundsteuer (nach dem Grundsteuergesetz) andererseits kann aufgrund der Länderöffnungsklausel durch jeweils eigene Gesetze der Bundesländer ganz oder teilweise ersetzt werden. Mögliche Formen sind:
- ein Flächenmodell (auch: Äquivalenzmodell): Besteuerung nur nach der Grundstücks- bzw. Wohn-/Nutzfläche, nicht nach den Wertverhältnissen,
- ein Bodenwertmodell, bei dem neben der Fläche auch der Bodenwert berücksichtigt wird, aber nicht die Bebauung,
- ein wertabhängiges Modell, bei dem Boden- und Gebäudewert steuerrelevant sind (realisiert im Bundesmodell),
- auch Kombinationen und Abwandlungen sind denkbar.

Von den 16 Bundesländern verwenden fünf ein eigenständiges Modell, sechs das Bundesmodell mit länderspezifischen Anpassungen und fünf ohne Anpassungen. Zu letzteren gehören: Brandenburg, Mecklenburg-Vorpommern, Rheinland-Pfalz, Sachsen-Anhalt und Thüringen.
Die übrigen Bundesländer haben die folgenden Modelle gewählt:
| Bundesland          | Gesetz      | Grundsteuermodell |
| ------------------- | ----------- | --- |
| Baden-Württemberg   | LGrStG      | Grundsteuer A: Anlehnung an Bundesmodell Grundsteuer B: modifiziertes Bodenwertmodell 1. Grundstücksfläche x Bodenrichtwert = Grundsteuerwert 2. Grundsteuerwert x Steuermesszahl (modifiziert je nach Nutzung) = Steuermessbetrag 3. Steuermessbetrag x Hebesatz der Gemeinde = Grundsteuer |
| Bayern              | BayGrStG    | Grundsteuer A: Anlehnung an Bundesmodell Grundsteuer B: Flächenmodell 1. Grund und Boden: Grundstücksfläche x Äquivalenzzahl = Äquivalenzbetrag G+B 2. Gebäude: Wohn-/Nutzfläche x Äquivalenzzahl = Äquivalenzbetrag Gebäude 3. jeweils: Äquivalenzbetrag x gesetzliche Steuermesszahl, beides addiert = Steuermessbetrag 4. Steuermessbetrag x Hebesatz der Gemeinde = Grundsteuer                            |
| Berlin              | BlnGrStMG   | Grundsteuer A: entfällt, da Hebesatz Null beschlossen wurde Grundsteuer B: Bundesmodell, aber mit eigenen Steuermesszahlen für Grundsteuer B - unbebaute Grundstücke, Teileigentum, Geschäftsgrundstücke, gemischt genutzte und sonstige bebaute Grundstücke 0,45 ‰ - EFH, ZFH, Mietwohngrundstücke, ETW: 0,31 ‰                                                                                               |
| Bremen              | BremGrStMG  | Grundsteuer A: entfällt, da Hebesatz Null beschlossen wurde Grundsteuer B: Bundesmodell, aber mit eigenen Steuermesszahlen für Grundsteuer B - unbebaute Grundstücke, Teileigentum, Geschäftsgrundstücke, gemischt genutzte und sonstige bebaute Grundstücke 0,75 ‰ - EFH, ZFH, Mietwohngrundstücke, ETW: 0,31 ‰                                                                                               |
| Hamburg             | HmbGrStG    | Grundsteuer A: Anlehnung an Bundesmodell Grundsteuer B: Wohnlagemodell 1. Grund und Boden: Grundstücksfläche x Äquivalenzzahl = Grundsteuerwert G+B 2. Gebäude: Wohn-/Nutzfläche x Äquivalenzzahl = Grundsteuerwert Gebäude 3. jeweils: Grundsteuerwert x Steuermesszahl (ermäßigt nach Lage), beides addiert = Steuermessbetrag 4. Steuermessbetrag x Hebesatz = Grundsteuer                                  |
| Hessen              | HGrStG      | Grundsteuer A: Bundesmodell Grundsteuer B: Flächen-Faktor-Modell 1. Grund und Boden: Grundstücksfläche x 0,04 Euro = Flächenbetrag G+B 2. Gebäude: Wohn-/Nutzfläche x 0,50 Euro = Flächenbetrag Gebäude 3. jeweils: Flächenbetrag x gesetzliche Steuermesszahl, beides addiert = Ausgangsbetrag 4. Ausgangsbetrag x Faktor (bodenwertabhängig) = Steuermessbetrag 5. Steuermessbetrag x Hebesatz = Grundsteuer |
| Niedersachsen       | NGrStG      | Grundsteuer A: Bundesmodell Grundsteuer B: Flächen-Lage-Modell 1. Grund und Boden: Grundstücksfläche x Äquivalenzzahl x Lage-Faktor = Äquivalenzbetrag G+B 2. Gebäude: Wohn-/Nutzfläche x Äquivalenzzahl x Lage-Faktor = Äquivalenzbetrag Gebäude 3. jeweils: Äquivalenzbetrag x gesetzliche Steuermesszahl, beides addiert = Steuermessbetrag 4. Steuermessbetrag x Hebesatz der Gemeinde = Grundsteuer       |
| Nordrhein-Westfalen | NWGrStHsG   | Bundesmodell, aber mit der Möglichkeit differenzierter Hebesätze für Wohn- und Nichtwohngrundstücke bei der Grundsteuer B |
| Saarland            | GrStG-Saar  | Bundesmodell, aber mit eigenen Steuermesszahlen für Grundsteuer B - unbebaute Grundstücke sowie Teileigentum, Geschäftsgrundstücke, gemischt genutzte und sonstige bebaute Grundstücke: 0,64 ‰ - EFH, ZFH, Mietwohngrundstücke, ETW: 0,34 ‰ |
| Sachsen             | SächsGrStMG | Bundesmodell, aber mit eigenen Steuermesszahlen für Grundsteuer B - unbebaute Grundstücke sowie EFH, ZFH, Mietwohngrundstücke, ETW: 0,36 ‰ - Teileigentum, Geschäftsgrundstücke, gemischt genutzte und sonstige bebaute Grundstücke: 0,72 ‰ |
| Schleswig-Holstein  | SHGrStHsG   | Bundesmodell, aber mit der Möglichkeit differenzierter Hebesätze für Wohn- und Nichtwohngrundstücke bei der Grundsteuer B |
| übrige Länder       | BewG        | Bundesmodell, ohne Abweichungen |